# 筑波大学附属中学校及高等学校
筑波大学附属中学校·高等学校（英語：Junior and Senior High School at Otsuka, University of Tsukuba）位于日本国东京都文京区大塚一丁目，为国立中学校·高等学校，通称、“附属”。

## 历史

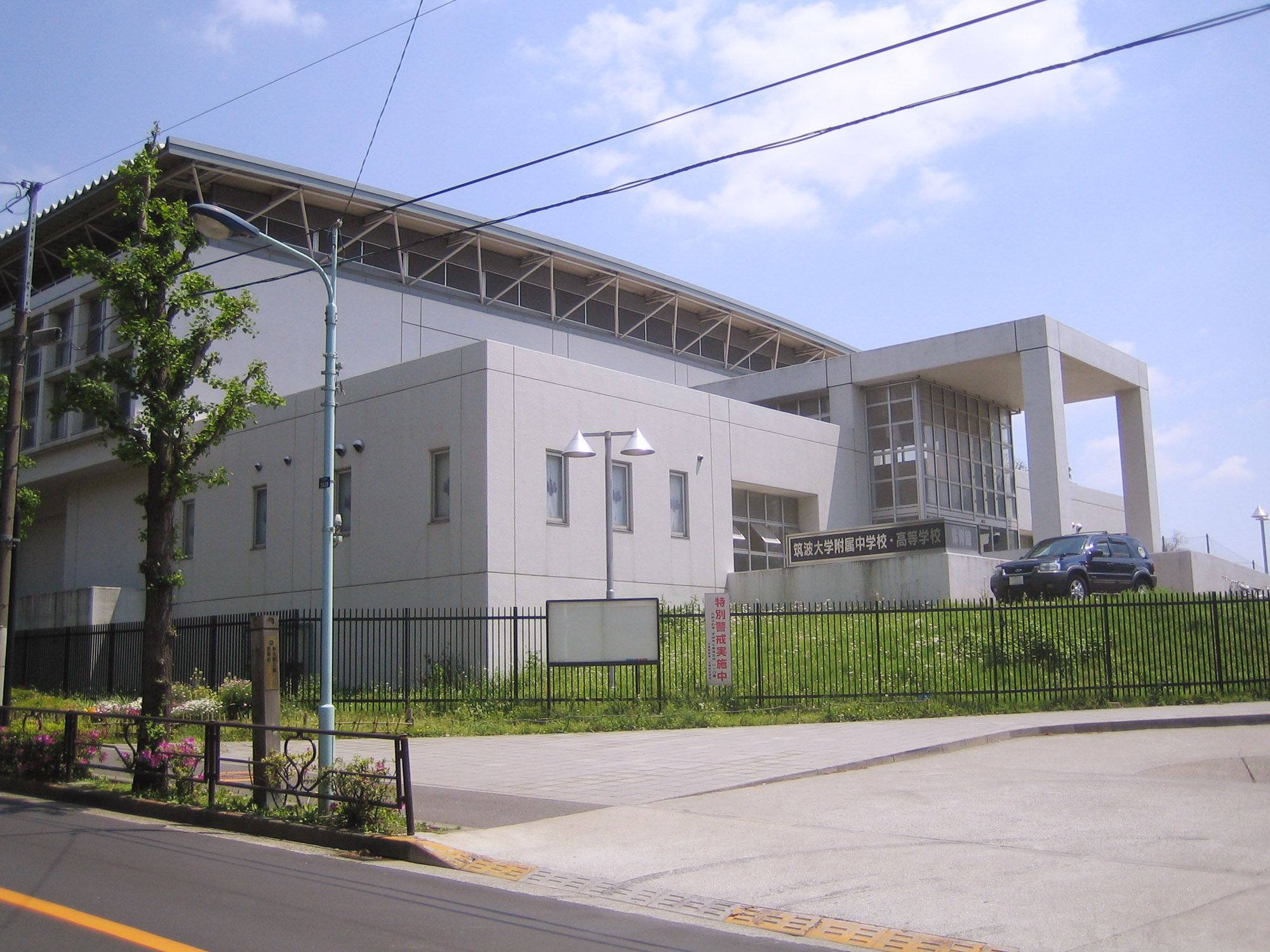
校舍（體育館）

- 1872年，神田昌平黌跡（今汤岛圣堂）师范学校创设。
- 1888年，高等师范学校的寻常中学科设置。
- 1896年，高等师范学校分离、高等师范学校附属寻常中学校独立办学。
- 1899年，高等师范学校附属中学校改称。
- 1902年，东京高等师范学校附属中学校改称。
- 1929年，长野县芦田村高原寮（今蓼科桐阴寮）设置。
- 1940年，小石川区大塚町56（现在地）新校舎移居。
- 1947年，学制改革、东京高等师范学校附属中学校遵令改制。
- 1948年，学制改革、东京高等师范学校附属高等学校改制。
- 1949年，东京教育大学附属中学校·高等学校改称。
- 1950年，高校1年、男女共学制度设立。
- 1978年，筑波大学附属中学校·高等学校改称。
- 1988年，学校建立100周年纪念式典举行。
- 1996年，中学·高校体育馆完成。
- 2004年，国立大学法人筑波大学迁址。
- 2008年，创立120周年纪念式典举行。
- 2014年，桐陰會館竣工。

## 学校文化

### 校徽
1888年（明治21年）11月，桐纹校章制定。

### 校歌
1902年（明治35年），穂積重远提议以山根磐、宮岛秀夫作词、铃木米次郎作曲的《桐陰会会歌》作为校歌。

## 学校建筑
- 高校校舎
- 中学校舎
- 体育馆
- 图书馆
- 运动场
- 武道场
- 篮球场
- 足球场

## 交通
- 东京地下铁有乐町线护国寺站，徒步7分钟
- 东京地下铁丸之內线茗荷谷站，徒步10分钟